# Köhlau
Köhlau (auch Köhlen oder Kohlhöfe genannt) ist ein Gemeindeteil des Marktes Schopfloch im Landkreis Ansbach (Mittelfranken, Bayern). Köhlau liegt in der Gemarkung Dickersbronn.

## Geographie
Südlich des Weilers fließt der Köhlauer Graben, ein linker Zufluss des Mühlgrabens (im Unterlauf Hellenbach genannt), der seinerseits ein linker Zufluss der Wörnitz ist. Im Nordosten grenzt der Frickinger Wald an, im Süden liegt das Waldgebiet Lichtenschlag. Im Osten befindet sich der Schafbuck. Eine Gemeindeverbindungsstraße führt zur Kreisstraße AN 42 (0,6 km nördlich) bzw. an der Franzenmühle vorbei nach Dickersbronn (1,2 km südwestlich).

## Geschichte
Der Ort wurde 1324 als „ze der kelen“ erstmals urkundlich erwähnt.
Die Fraisch war strittig zwischen dem oettingen-spielbergischen Oberamt Dürrwangen, dem ansbachischen Oberamt Feuchtwangen und der Reichsstadt Dinkelsbühl. Der Schafhof unterstand in der Grundherrschaft dem Spital der Reichsstadt Dinkelsbühl. Gegen Ende des 18. Jahrhunderts war der Ganzhof in zwei Halbhöfe zerschlagen. Von 1797 bis 1808 unterstand der Ort dem Justiz- und Kammeramt Feuchtwangen.
Infolge des Gemeindeedikts wurde Köhlau 1809 dem Steuerdistrikt Schopfloch und der Ruralgemeinde Lehengütingen zugewiesen. Mit dem Zweiten Gemeindeedikt (1818) wurde der Ort der neu gebildeten Ruralgemeinde Dickersbronn zugewiesen. Am 1. Mai 1978 wurde Köhlau im Zuge der Gebietsreform in Bayern nach Schopfloch eingegliedert.

### Ehemaliges Baudenkmal
- Haus Nr. 3: Stattlicher, zweigeschossiger Putzbau der ersten Hälfte des 19. Jahrhunderts, Wohnstallhaus mit drei zu neun Obergeschossfenstern. Die kräftige Mauer der Giebelfront stammt noch vom einstigen Schafhof, der dem Dinkelsbühler Spital gehörte (wahrscheinlich 17. Jh.): Axial Stichbogentüre und Aufzugluken.[15]

### Einwohnerentwicklung
| Jahr      | 001818 | 001840 | 001861 | 001871 | 001885 | 001900 | 001925 | 001950 | 001961 | 001970 | 001987 |
| Einwohner | 14     | 18     | 22     | 15     | 17     | 21     | 23     | 22     | 15     | 16     | 17     |
| Häuser    | 3      | 3      |        |        | 5      | 3      | 3      | 3      | 3      |        | 4      |
| Quelle    | [ 3 ]  | [ 17 ] | [ 18 ] | [ 19 ] | [ 20 ] | [ 21 ] | [ 22 ] | [ 23 ] | [ 24 ] | [ 25 ] | [ 1 ]  |

## Religion
Der Ort ist seit der Reformation evangelisch-lutherisch geprägt und bis heute nach St. Wendelin (Lehengütingen) gepfarrt. Die Katholiken sind nach St. Georg (Dinkelsbühl) gepfarrt.